# کلرید فلورنیل‌متیل‌اکسی‌کربونیل
کلرید فلورنیل‌متیل‌اکسی‌کربونیل (به انگلیسی: Fluorenylmethyloxycarbonyl chloride) یک ترکیب شیمیایی با شناسه پاب‌کم ۳۴۳۶۷ است. 